# Amazon Chine
Amazon.cn (chinois simplifié : 亚马逊中国 ; pinyin : Yàmǎxùn Zhōngguó) anciennement Joyo.com (chinois: 卓越网) et Joyo Amazon (卓越亚马逊) est un site chinois de commerce en ligne situé à Pékin , Chine. Il a été acquis en 2004 par Amazon.

## Histoire
Le site Joyo a été créé par Kingsoft en 1998 et devient le site internet Joyo.com en février 1999. C'était un site d'information sur l’informatique et un site de téléchargements avant l'année 2000.